# August 2001
Acest articol este generat integral pe baza informațiilor din articolul 2001 și este actualizat periodic de un robot.
 Editările făcute în articol vor fi șterse la următoarea actualizare! Dacă doriți să faceți modificări, editați articolul-sursă.

ianuarie -
februarie -
martie -
aprilie -
mai -
iunie -
iulie -
august -
septembrie -
octombrie -
noiembrie -
decembrie
August 2001 a fost a opta lună a anului și a început într-o zi de miercuri.

## Evenimente
- 1 august: Curtea supremă din Alabama este presată să-și îndepărteze monumentul cu Decalogul Evreiesc de pe clădirea juridică.
- 7 august: La Primăria Sinaia ajung notificări prin care regele Mihai cere înapoi domeniul regal de la Sinaia, care se întinde pe o suprafață de 60 de hectare, și imobilele și terenurile de pe domeniul regal. Împreună sunt evaluate la suma de 20 milioane de dolari. Avocații regelui depun notificări și la primariile din Bușteni, Predeal și Azuga, pentru terenuri în suprafață totală de 1.197 de hectare.[1]
- 9 august: Restaurantul Sbarro din Ierusalim este atacat de un terorist palestinian care ucide 15 civili și rănește alți 130.
- 10 august: Un tren din Angola este atacat, cauzând moartea a 252 de persoane.
- 21 august: NATO decide să trimită trupe pacificatoare în Republica Macedoniei.
- 21 august: Este lansată melodia How You Remind Me, de către trupa canadiană de muzică rock, Nickelback, fiind nominalizată drept melodia anului 2001 în topul Billboard Hot 100 Songs.
- 24 august: Avionul din zborul Air Tranșat Flight 236 rămâne fără benzină deasupra Oceanului Atlantic pe ruta Lisabona - Toronto, și aterizează de urgență în Azore. Toți cei 306 de pasageri supraviețuiesc.
- 24 august: Microsoft lansează sistemul de operare Windows XP pentru calculatoarele personale.
- 31 august : Are loc în Africa de Sud, conferința mondială împotriva rasismului.

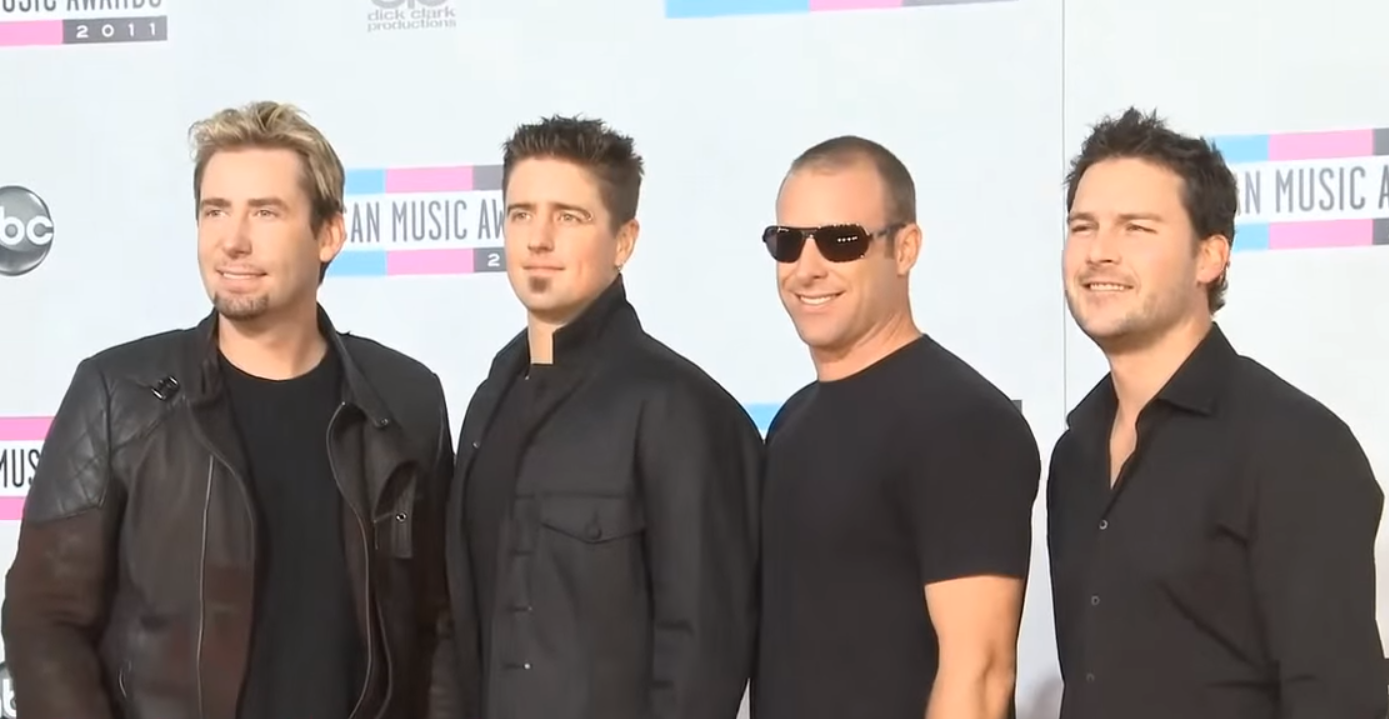
Trupa canadiană de muzică rock, Nickelback, lanseaza piesa How You Remind Me, fiind nominalizată piesa anului 2001 în topul Billboard Hot 100 Songs

## Nașteri
- 6 august: Ty Simpkins, actor american
- 16 august: Jannik Sinner, jucător de tenis italian
- 22 august: LaMelo Ball, jucător american de baschet
- 23 august: Irina Rîngaci, sportivă din Republica Moldova
- 31 august: Amanda Anisimova, jucătoare de tenis americană

## Decese
- 1 august: Nicolae Tătaru, fotbalist român (n. 1931)
- 2 august: Otto Ernest Weber, politician român (n. 1921)
- 5 august: Dinu Vasiu, pictor român (n. 1914)
- 6 august: Larry Adler (Lawrence Cecil Adler), 87 ani, muzician american (n. 1914)
- 6 august: Jorge Amado (Jorge Amado de Faria), 88 ani, scriitor brazilian (n. 1912)
- 6 august: Dương Văn Minh, 85 ani, președinte al Vietnamului (1964 și 1975), (n. 1916)
- 6 august: Wilhelm Mohnke, 90 ani, general german (n. 1911)
- 15 august: Richard Chelimo, 29 ani, atlet kenyan (n. 1972)
- 19 august: Donald Woods (Donald James Woods), 67 ani, jurnalist sud-african și activist anti-apartheid (n. 1933)
- 19 august: Emanuel Vasiliu, profesor universitar român (n. 1929)
- 20 august: Fred Hoyle, 86 ani, astronom și scriitor britanic (n. 1915)
- 20 august: Kim Stanley (n. Patricia Kimberley Reid), 76 ani, actriță americană (n. 1925)
- 22 august: Bernard Heuvelmans, 84 ani, criptozoolog belgian-francez (n. 1916)
- 23 august: Kathleen Freeman, 82 ani, actriță americană (n. 1919)
- 24 august: Jane Greer (Bettejane Greer), 76 ani, actriță americană (n. 1924)
- 25 august: Aaliyah (Aaliyah Dana Haughton), 22 ani, cântăreață și actriță americană (n. 1979)
- 25 august: Ken Tyrrell, 77 ani, pilot britanic de Formula 1 (n. 1924)
- 26 august: Marita Petersen (n. Marita Johansen), 60 ani, al 8-lea prim-ministru al Insulelor Feroe (n. 1940)
- 30 august: A. F. M. Ahsanuddin Chowdhury (Justice Abul Fazal Mohammad Ahsanuddin Chowdhury), 86 ani, președinte al Bangladeshului (1982-1983), (n. 1915)
- 30 august: Govan Mbeki (Govan Archibald Mvuyelwa Mbeki), 91 ani, politician sud-african (n. 1910)